# Tabulating Machine Co.
Tabulating Machine Co est une société créée[Quand ?] par Herman Hollerith qui deviendra plus tard la International Business Machines Corporation (IBM).